# کزلرومانو
کزلرومانو (به ایتالیایی: Casalromano) یک کومونه در ایتالیا است که در استان منتووا واقع شده‌است.

## خصوصیات
کزلرومانو ۱۱٫۹ کیلومترمربع مساحت و ۱٬۵۶۸ نفر جمعیت دارد.